# Fegeu de Psófis
Na mitologia grega, Fegeu (em grego clássico: Φηγέως) foi o rei de Psófis em Arcádia que purificou Alcmeão após o assassinato de sua própria mãe, Erifila. Pensa-se que a cidade de Fegeia, que antes era chamada de Erimanto, derivou seu nome. Posteriormente, no entanto, foi novamente alterado para Psófis.

## Família
Fegeu era filho do deus do rio Alfeu. Ele se diz ter sido o pai de Alphesiboea, Temeno e Axion ou de Arsinoe, Pronous e Agenor.

## Mitologia
Quando Alcmeão foi perseguido pelos Erínias do assassinato de sua mãe e afligido pela loucura, ele deixou seu país e foi para Psófis. Lá, Fegeu ofereceu-lhe socorro e deu-lhe sua filha Arsinoe ou Alphesiboea, que recebeu de Alcmeão, como presente de casamento, o manto e o colar de Harmonia. No entanto, por causa de seu crime, o terreno ficou estéril em Psófis e um oráculo disse a Alcmeão para partir para Aqueloo e realizar outro julgamento na margem do rio. Então ele foi às fontes de Aqueloo e foi purificado por ele, recebendo a filha dos deuses dos rios, Callirrhoe como esposa. Depois de algum tempo, Callirrhoe disse a Alcmeão que ela não iria morar com ele se não tivesse o manto e o colar de Harmonia, que agora eram de propriedade de sua primeira esposa Arsinoe. Alcmeão então foi a Psófis e disse a Fegeu que havia sido previsto que ele deveria se livrar de sua loucura quando trouxesse o manto e o colar a Delfos e os dedicasse. Fegeu acreditando nele, deu as joias e roupas mencionadas, mas um criado revelou que seu genro estava levando esses pertences para Callirrhoe. Os filhos de Fegeu, Pronous e Agenor ou Temeno e Axion, seguindo as ordens do pai, esperaram Alcmeão em uma emboscada e o mataram. Segundo Higino, o próprio Fegeu matou seu próprio genro e também sua neta, filha de Alphesiboea.
Quando Callirrhoe soube que era viúva, solicitou a Zeus que os filhos que ela tivesse com Alcmeão fossem adultos para vingar o assassinato do pai. E Zeus, que na época a cortejou, concedeu seu desejo. Assim, quando Pronous e Agenor, carregando o manto e o colar (que pretendiam dedicar em Delfos), chegaram à casa de Agapenor, encontraram os filhos de repente crescidos de Alcmeão e Callirrhoe, Anfótero e Acarnan, que chegaram ao local ao mesmo tempo. Os filhos de Alcmeão mataram no local os assassinos de seu pai e depois indo para Psófis, mataram Fegeu e sua esposa em seu palácio.